# برنقور (سلطانية)
برنقور (بالفارسية: برنقور) هي قرية تقع في إيران في قسم سلطانیة الریفي. يقدر عدد سكانها بـ 93 نسمة بحسب إحصاء 2016.